# Velilla de San Antonio
Pour les articles homonymes, voir Velilla (homonymie).
Velilla de San Antonio est une ville espagnole située à 32 km au sud est de Madrid, limitrophe de Mejorada del Campo et située dans la région appelée le Corredor del Henares.
Une partie de la ville se trouve dans la vallée du Jarama, dans le Parque del Sureste régional. Bordé par Mejorada del Campo, Loeches, Arganda del Rey et de Rivas Vaciamadrid. L'étude des différents sites archéologiques dans cette région indique que l'actuelle ville de Velilla de San Antonio était jadis habitée depuis au moins le IIe siècle de notre ère.

## Événements locaux
- Le jour de la tortilla
- Journée de la misère, le dimanche le plus proche du 17 janvier.
- Fête en l'honneur du bienheureux "Christ ode la patience" (dernière semaine de septembre)

## Environnement
De nombreuses zones humides sont habitées par une centaine d'espèces d'oiseaux, d'autres espèces rares d'animaux sauvages subsistent tant bien que mal, la biodiversité est une devenue une priorité dans la commune, qui a réagi avant l'extinction de sa flore et sa faune exceptionnelle.

## Éducation
Velilla de San Antonio a 4 écoles (1 publique et 3 privées), 2 écoles maternelles et d'enseignement primaire, l'établissement pour l'enseignement secondaire, l'IES Ana Maria Matute.

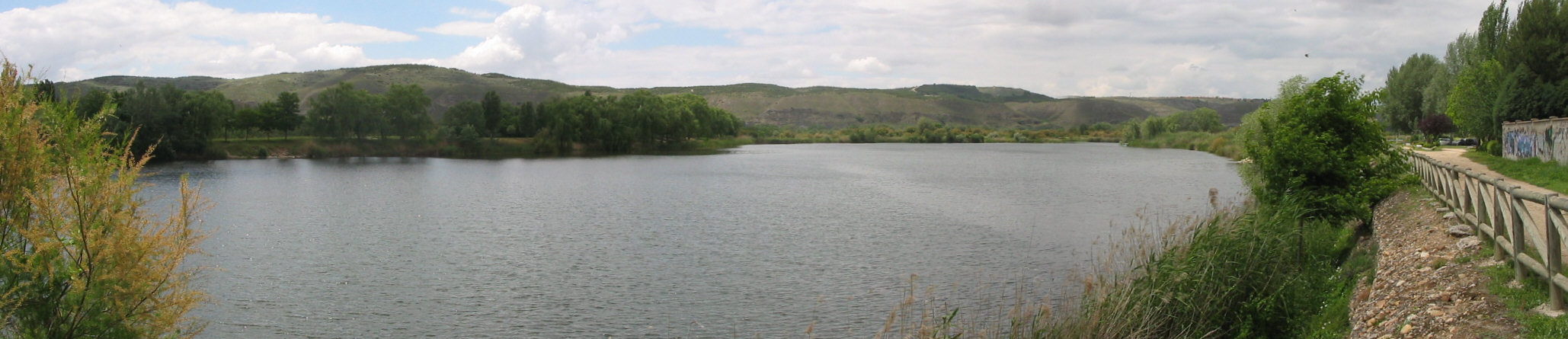
Panoramique d'un petit lac de Velilla de San Antonio, un paysage splendide que la municipalité tente de protéger